# Gethin Jenkins
Gethin David Jenkins (Lalntwit Fardre, 17 novembre 1980) è un ex rugbista a 15 britannico che giocava nel ruolo di pilone. Al momento del suo ritiro, nel novembre 2018, è il detentore del record di presenze con la maglia del Galles, avendo disputato un totale di 129 partite con essa. Inoltre, giocò cinque incontri internazionali con i British and Irish Lions durante i tour del 2005 e del 2009.

## Palmarès
- Heineken Cup: 1
Tolone: 2012-13
- Challenge Cup: 2
Cardiff Blues: 2009-10, 2017-18